# Renčišov
Renčišov (bis 1927 slowakisch auch „Renčicov“; ungarisch Szinyefő – bis 1907 Rencsissó) ist eine Gemeinde im Osten der Slowakei mit 171 Einwohnern (Stand 31. Dezember 2024). Sie gehört zum Okres Sabinov, einem Kreis des Prešovský kraj, sowie zur traditionellen Landschaft Šariš.

## Geographie

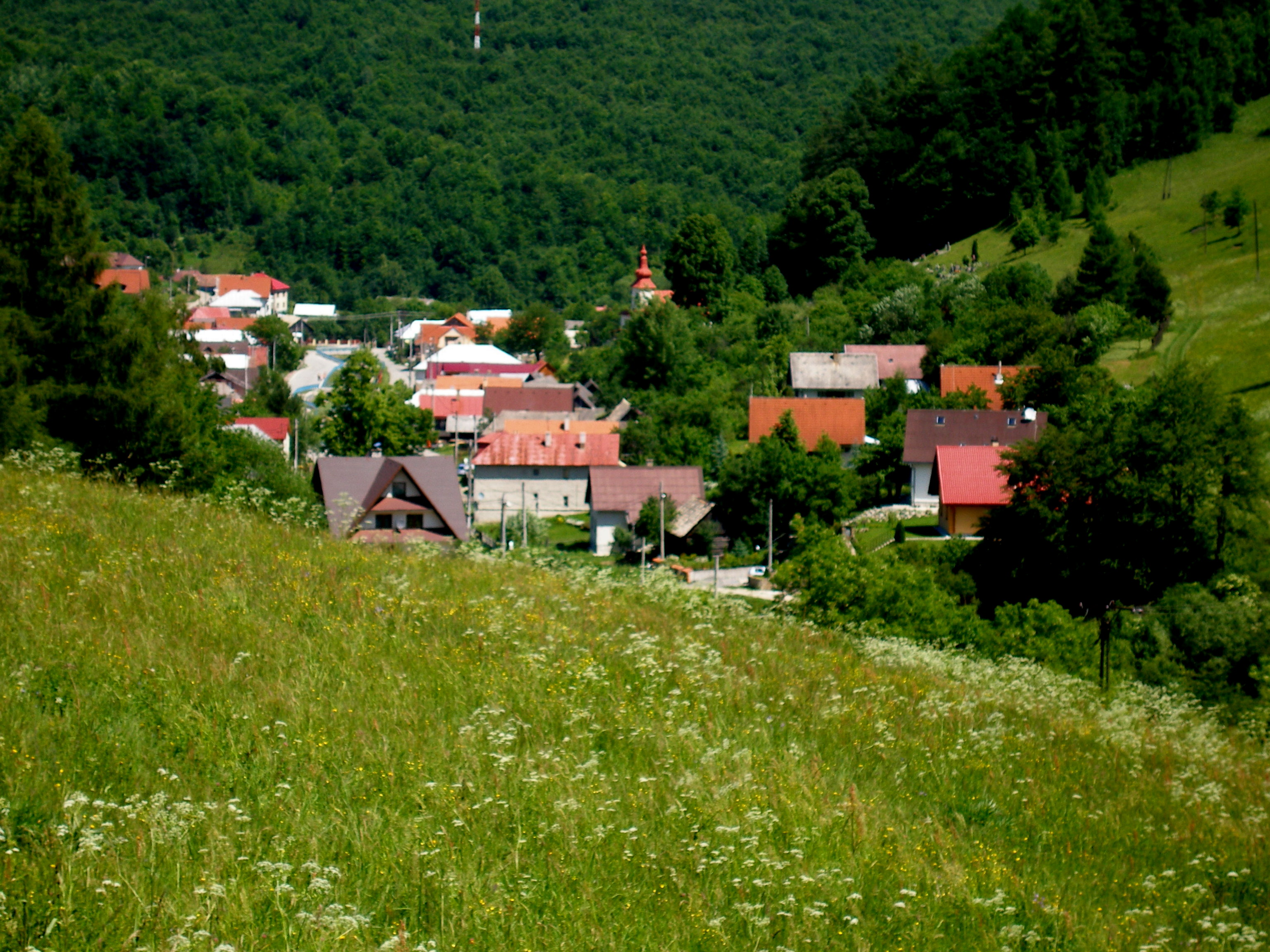
Renčišov

Die Gemeinde befindet sich im nordwestlichen Teil des Berglands Šarišská vrchovina unterhalb des Bachureň-Gebirges am Bach Renčišovský potok, der am unteren Ende des Ortes in die Malá Svinka mündet. Das Ortszentrum liegt auf einer Höhe von 633 m n.m. und ist 15 Kilometer von Sabinov entfernt.
Nachbargemeinden sind Rožkovany im Norden, Uzovské Pekľany im Osten, Štefanovce (Katastralgemeinde Nové) im Südosten, Lipovce (Teile Lipovce und Lačnov) im Süden, Nižný Slavkov im Westen und Dubovica im Nordwesten.

## Geschichte

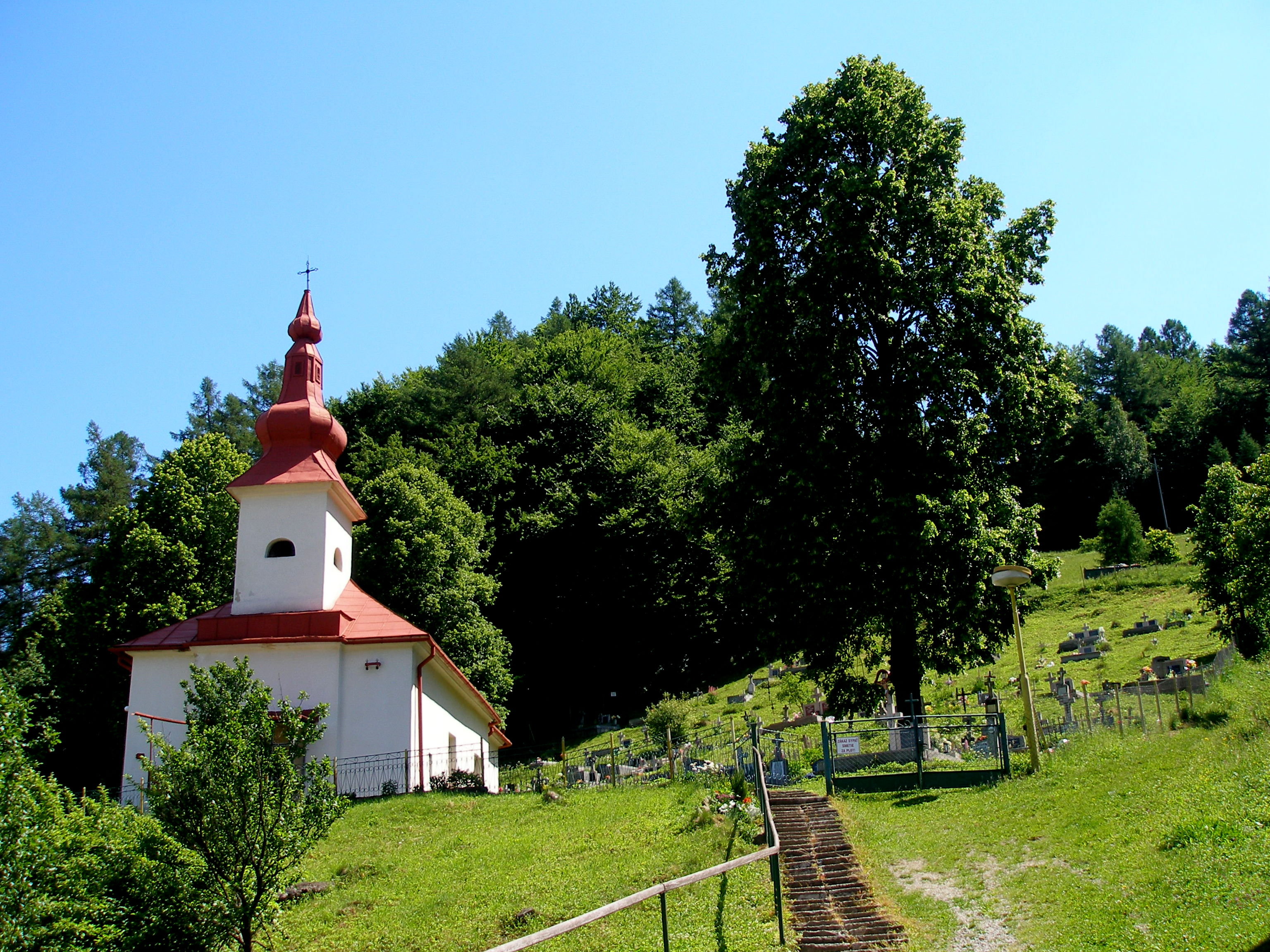
Kirche in Renčišov

Renčišov wurde zum ersten Mal 1389 als Rezencei schriftlich erwähnt und war damals Teil des Herrschaftsgebiets von Svinia. Weitere historische Bezeichnungen sind Rencseso oder Zvingefev (1426), Synefew (1448), Resencho (1457), Renszissow (1773) und Rencschicschcó (1786). 1427 wurden in einem Steuerverzeichnis 20 Porta verzeichnet und waren Besitz der Familie Semsey, ab dem 16. Jahrhundert der Familie Szinyey. 1600 standen 16 Untertanen-Häuser im Ort, 1715 war er verlassen. 1787 hatte die Ortschaft 34 Häuser und 256 Einwohner, 1828 zählte man 45 Häuser und 344 Einwohner, die als Landwirte, Leineweber und Süßkirschbauer beschäftigt waren.
Bis 1918/1919 gehörte der im Komitat Sáros liegende Ort zum Königreich Ungarn und kam danach zur Tschechoslowakei beziehungsweise heute Slowakei. Auch in der ersten tschechoslowakischen Republik änderten sich die traditionellen Haupteinnahmequellen nicht. Nach dem Zweiten Weltkrieg arbeitete ein Teil der Einwohner in Industriebetrieben in Städten wie Sabinov, Prešov und Košice. 1998 wurde Renčišov von einem Hochwasser heimgesucht.

## Bevölkerung
| Jahr                | 1994 | 2004    | 2014    | 2024    |
| ------------------- | ---- | ------- | ------- | ------- |
| Anzahl der Personen | 184  | 178     | 172     | 171     |
| Unterschied         |      | −3,26 % | −3,37 % | −0,58 % |

| Jahr                | 2023 | 2024    |
| ------------------- | ---- | ------- |
| Anzahl der Personen | 176  | 171     |
| Unterschied         |      | −2,84 % |

Nach der Volkszählung 2011 wohnten in Renčišov 176 Einwohner, davon 164 Slowaken, fünf Russinen, drei Ukrainer und ein Rom. Drei Einwohner machten keine Angabe zur Ethnie.
118 Einwohner bekannten sich zur griechisch-katholischen Kirche, 50 Einwohner zur römisch-katholischen Kirche und ein Einwohner zur Evangelischen Kirche A. B. Ein Einwohner war konfessionslos und bei sechs Einwohnern wurde die Konfession nicht ermittelt.

## Bauwerke und Denkmäler
- griechisch-katholische Kirche aus dem Jahr 1828

## Tourismus
Unweit von Renčišov befindet sich das Skigebiet Búče mit ein paar Skiliften und -pisten. Im Sommer sind u. a. Gleitschirmfliegen und Mountainbiking möglich.